# Bisdom Evansville
Het bisdom Evansville (Latijn: Dioecesis Evansvicensis) is een rooms-katholiek bisdom met als zetel Evansville, in de Amerikaanse staat Indiana. Het bisdom is suffragaan aan het aartsbisdom Indianapolis. 

## Geschiedenis
Het bisdom werd opgericht op 21 oktober 1944, uit delen van het nieuw verheven aartsbisdom Indianapolis.  

## Parochies
Het bisdom had in 2021 een oppervlakte van 12.975 km2 en telde 511.728 inwoners waarvan 14,1% rooms-katholiek was.

## Bisschoppen
- Henry Joseph Grimmelsman (11 november 1944 - 18 oktober 1965)
- Paul Francis Leibold (4 april 1966 - 23 juli 1969)
- Francis Raymond Shea (1 december 1969 - 11 maart 1989)
- Gerald Andrew Gettelfinger (11 maart 1989 - 26 april 2011)
- Charles Coleman Thompson (26 april 2011 - 13 juni 2017)
- Joseph Mark Siegel (18 oktober 2017 - heden)

## Galerij van afbeeldingen

Wapen van het bisdom
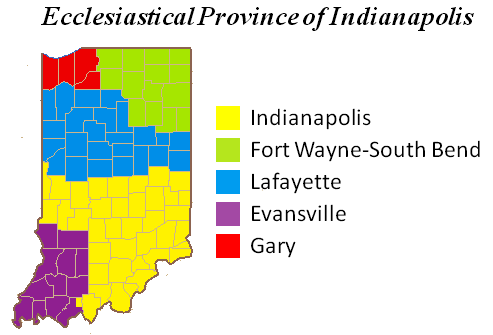
Kerkprovincie met aartsbisdom en suffragane bisdommen
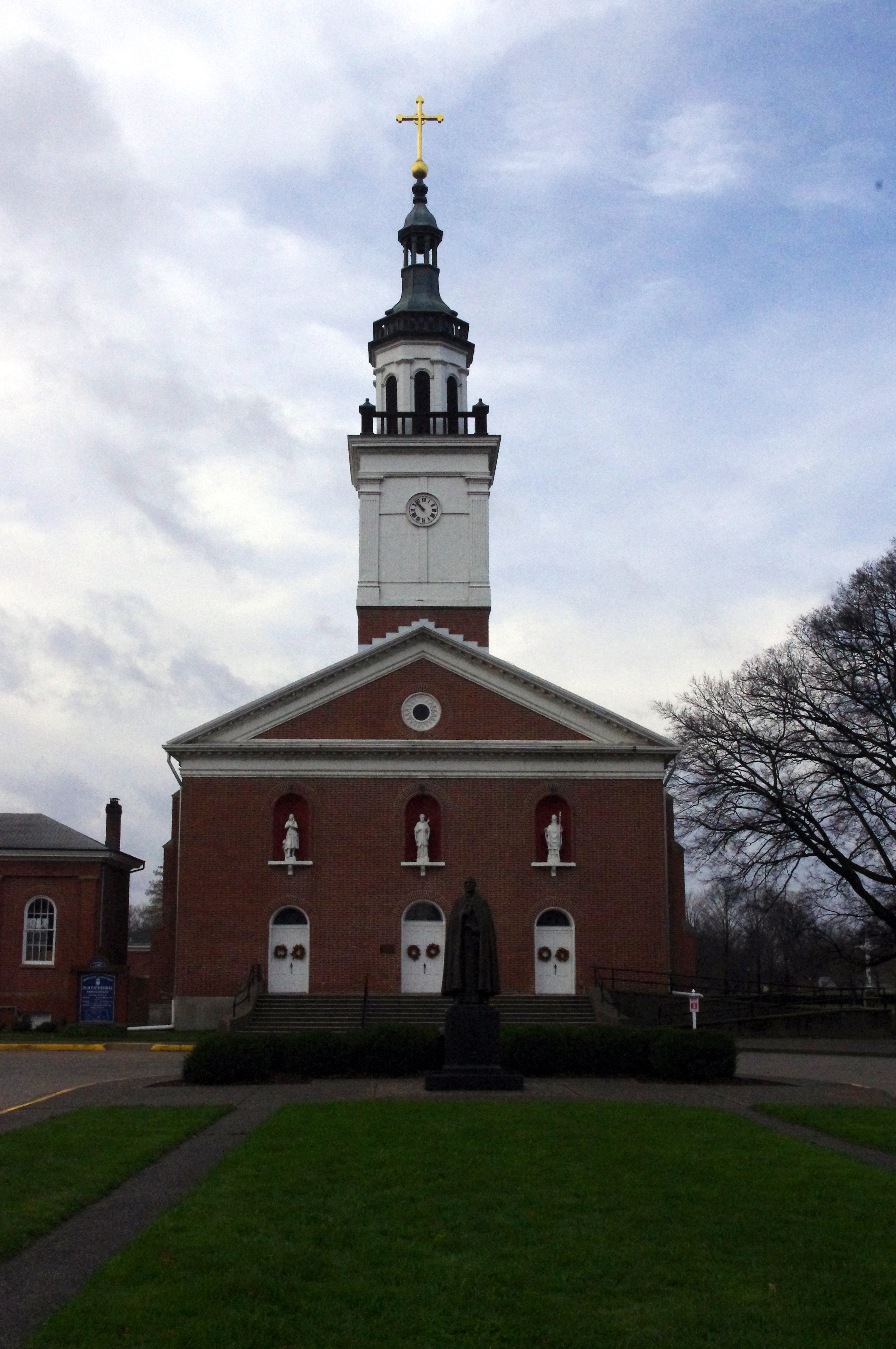
Saint Francis Xavier Basilica in Vincennes, voormalige kathedraal

Indianapolis (aartsbisdom) · Evansville · Fort Wayne-South Bend · Gary · Lafayette in Indiana